# Fabrique de porcelaine Langenthal
La fabrique de porcelaine Langenthal (Porzellanfabrik Langenthal en allemand, familièrement « Porzi ») est une entreprise de fabrication d'objets en porcelaine fondée en 1906 à Langenthal.

## Histoire
Après un incendie en 1908, elle fut reconstruite. L'entreprise produisait pour les hôtels, les restaurants et les ménages. Elle produisait également des isolateurs électriques. À partir de 1920, elle installe des fours électriques qui lui permettent de produire 24 h sur 24. Dans les années 1990, la production est déplacée en République tchèque.
Avant la fin de la production à Langenthal, 300 travailleurs y étaient encore employés, pour 1 000 personnes dans le groupe Langenthal, avec d'autres lieux de production en Tchéquie (« Hotelový porcelán »), France (« Pillivuyt »), Autriche (« ÖSPAG ») et Italie (« Metallurgiche Balzano »). À Langenthal, restait la direction commerciale du groupe, la logistique et le design, tout comme une partie de la production.
Un management buy-out a lieu en 1997 qui sauve la firme pour un temps de ses difficultés.
En 2002-2003, toutes les marques de l'entreprise sont reprises par le groupe tchèque Benedict. La part de l'entreprise française Pillivuyt, achetée en 1963, fut revendue en 2002 à la famille du fondateur.
Fin 2006, l'entreprise emploie encore 30 collaborateurs. La production se déroule désormais à Karlovy Vary en Tchéquie. On trouve encore à Langenthal l'administration et la finition des marchandises.
En 2012, sa production fait l'objet d'une exposition au Musée Ariana de Genève.

## Production
L'assortiment comprend la porcelaine classique blanche et depuis 1993 la série « Bopla! » (d'après le français « beau plat ») avec des décors colorés.